# 329
Năm 329 là một năm trong lịch Julius.